# Le Locheur
Le Locheur är en kommun i departementet Calvados i regionen Normandie i norra Frankrike. Kommunen ligger i kantonen Villers-Bocage som ligger i arrondissementet Caen. År 2018 hade Le Locheur 242 invånare.

## Befolkningsutveckling
Antalet invånare i kommunen Le Locheur
Referens: INSEE